# Hasta el fin del mundo
 (срп. До краја света) мексичка је теленовела, продукцијске куће Телевиса, снимана током 2014. и 2015.

## Синопсис
Софија Рипол - лепа, интелигентна и одлучна жена - генерална је директорка породичне фабрике слаткиша и старија сестра Алексе и Данијеле Рипол. Након што јој је преминуо отац, преузела је на себе руковођење компаније. Наиме, њена мајка Грета одбила је да буде на челу фирме и посветила се другим стварима.
Са друге стране, Салвадор Круз је једноставан, племенит и симпатичан човек, механичар и возач тркачих аутомобила. Након што због саботаже изгуби у важној трци, његови снови су уништени. Због тога је принуђен да пронађе нови посао и постаје Софијин шофер. Међу њима се одмах рађа привлачност, а љубав која их вреба из прикрајка суочиће се са бројним препрекама. Пре свега, ту је Софијин дечко, амбициозни и прорачунати Патрисио Итурбиде, који чини све да фабрика породице Рипол пропадне. Силвана Бланко, која се представља као Софијина најбоља пријатељица, његова је љубавница и гаји мржњу према породици Рипол, због једног догађаја из прошлости који је обележио њен живот. Док се префињена богаташица и скромни возач буду борили за љубав, у Мексико ће се из Шпаније вратити Алекса. Хировита девојка коју је мајка размазила уверила је породицу да у Европи има успешну филмску каријеру, али се заправо вратила у родну земљу због финансијских проблема. Када стигне у мексичку престоницу, сачекаће је Салвадоров пријатељ Армандо Ромеро, који ће постати њен возач, али и пробудити у њој најчистија осећања. Међутим, њихова љубав свако мало наилази на замке, које пре свега поставља Армандова љубоморна партнерка Ирма. Софијина и Алексина млађа сестра Данијела девојка је која уноси радост у породични дом. Када у тржном центру упозна Лукаса Кавасоса, на њена врата покуцаће љубав. Колико је спонтан и симпатичан, толико је тешко разумети га - након што га је мајка напустила, о њему се стара Мигелина, куварица у вили Риполових. Да би јој помогао, он се уплиће у проблеме делинквентске радње.
У потрази за љубављу, сестре Рипол имаће савезника и саветника у мајодрому Фаусу Ранхелу, који је свој живот посветио њиховој породици. Ипак, њихов, а посебно Софијин наизглед срећан живот могла би да промени Гретина тајна из далеке прошлости, која ставља на коцку породичну идилу.

## Глумачка постава

### Главне улоге
| Глумац:                      | Улога:                                 |
| ---------------------------- | -------------------------------------- |
| Марџори де Соуса             | Софија Рипол Банди                     |
| Педро Фернандез Давид Зепеда | Салвадор Круз / Хосе Луис Рамирез Чава |
| Клаудија Алварез             | Алекса Рипол Банди                     |
| Дијего Оливера               | Армандо Ривера                         |
| Хаде Фрасер                  | Данијела Рипол Банди                   |
| Мигел Мартинез               | Лукас Кавасос                          |
| Сесар Евора                  | Франсиско Фернандес                    |

### Споредне улоге
| Глумац:              | Улога:              |
| -------------------- | ------------------- |
| Маријана Сеоане      | Силвана Бланко      |
| Хулијан Хил          | Патрисио Итурбиде   |
| Химена Ерера         | Арасели Фернандес   |
| Роберто Палазеулос   | Мауро Рензи         |
| Марија Рохо          | Гвадалупе Санчез    |
| Сесар Евора          | Франсиско Фернандес |
| Оливија Бусио        | Грета Банди         |
| Алехандро Томаси     | Фаусто Ранхел       |
| Алеида Нуњез         | Ирма Фернандес      |
| Николас Чунга        | Нандо Ромеро        |
| Маријана ван Ранкин  | Марисол Рамирез     |
| Еди Виљард           | Оливера Перлата     |
| Марија Прадо         | Мигелина Авила      |
| Хулио Камехо         | Матијас             |
| Сужеи Абрего         | Ларис               |
| Роберто Вандер       | Херонимо            |
| Алехандра Прокуна    | Роса                |
| Карлос Гаскон        | Алан                |
| Хаиме Морено         | Хавијер             |
| Алан Слим            | Кристијан           |
| Тања Васкез          | Валентина           |
| Карлос Камара Јуниор | Октавио             |